# Großer Labussee
Der Große Labussee (slaw. labut = Schwan) liegt in der Mecklenburgischen Seenplatte im Müritz-Nationalpark etwa zehn Kilometer südwestlich von Neustrelitz zwischen den Dörfern Zwenzow und Klein Quassow. Er gehört zur sogenannten sonstigen Binnenwasserstraße des Bundes Quassower Havel, die rechtlich zur Oberen Havel-Wasserstraße zählt. Zuständig ist das Wasserstraßen- und Schifffahrtsamt Oder-Havel.
Der See hat eine annähernd dreieckige Gestalt. Nach Norden besteht über einen etwa 600 Meter langen Kanal eine Verbindung zum Useriner See, der von der Havel durchflossen wird. Am Südende dieses Kanals befindet sich die erste Schleuse der Havel, die Schleuse Zwenzow. Die Havel selbst verläuft vom Useriner See über Useriner Mühle nordöstlich vom Großen Labussee nach Klein Quassow und von dort in östlicher Richtung als Quassower Havel zum Woblitzsee. Vom Ostufer des Großen Labussees verbindet ein etwa 600 Meter langer Kanal den See mit der etwa drei Kilometer langen Quassower Havel und über diese mit der Oberen Havel-Wasserstraße.

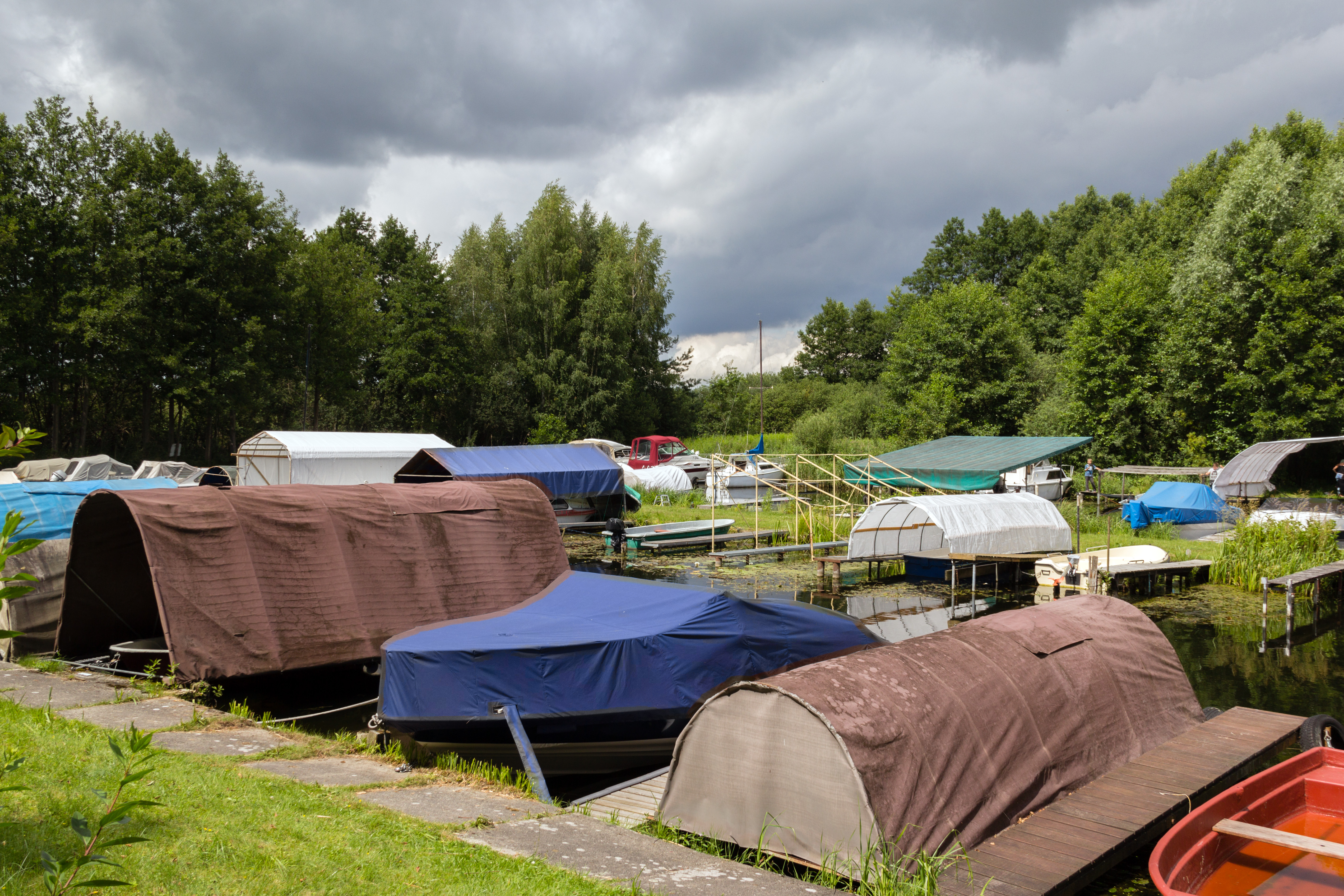
Bootshafen in Klein Quassow